# Chi Diên vĩ
Chi Diên vĩ (danh pháp khoa học: Iris) là một chi hoa có vẻ đẹp rất được ưa chuông, được trồng khá phổ thông tại vườn nhà, vườn bách thảo ở nhiều nước. Iris là tên được đặt theo vị nữ thần Hy Lạp cầu vồng Iris, vì có nhiều loài, mỗi loài có một màu sắc riêng biệt. Chi này có khoảng 260-300 loài.

## Mô tả
Diên vĩ là một chi của các thực vật thân thảo, sống nhiều năm. Các loại cây này có thân rễ hay củ. Hai phân chi của nó Xiphium và Hermodactyloides có thân hành.

## Các loài
200 tới 285 loài toàn có nguồn gốc ở Bắc bán cầu, đa số ở vùng ôn đới. Trong những vùng ôn đới châu Á có 241, Tây Á 117, Trung Quốc 61, Trung Á 70 và Afghanistan 34 loài.
World Checklist of Selected Plant Families ghi nhận từ 2015 285 loại sau:
- Iris acutiloba C.A.Mey.: Trong 3 loài con, có một loài chỉ có ở Iran, 1 chỉ ở phía đông vùng Kavkaz và 1 ở đông nam Thổ Nhĩ Kỳ cho tới Iran.[3]

- Iris acoroides
- Iris acutiloba
- Iris aequiloba
- Iris albertii
- Iris albicans
- Iris albida
- Iris anguifuga
- Iris aphylla
- Iris artica
- Iris atropurpurea
- Iris atrofusca
- Iris attica
- Iris aucherii
- Iris aurea

- Iris balkana
- Iris barbatula
- Iris biglumis
- Iris bismarckiana
- Iris bloudowii
- Iris bracteata
- Iris brevicaulis
- Iris bucharica
- Iris bulleyana
- Iris caespitosa
- Iris camillae
- Iris chamaeiris
- Iris chinensis
- Iris chrysographes
- Iris chrysophylla
- Iris collettii
- Iris confusa
- Iris cretensis
- Iris cristata
- Iris croatica
- Iris crocea
- Iris cuprea
- Iris cycloglossa
- Iris danfordiae
- Iris decora
- Iris delavayi
- Iris dichotoma
- Iris douglasiana
- Iris dykesii
- Iris ensata
- Iris fernaldii
- Iris flavissima
- Iris foetidissima (Stinkende lis)
- Iris foliosa
- Iris forrestii
- Iris fulva
- Iris furcata
- Iris germanica (Blauwe lis)
- Iris giganticaerulea
- Iris gormanii
- Iris gracilipes
- Iris graeberiana
- Iris graminea
- Iris grant
- Iris grossheimi
- Iris hartwegii
- Iris hermona
- Iris hexagona
- Iris heylandiana
- Iris histrioides
- Iris hoogiana
- Iris hookeri
- Iris humilis
- Iris iberica
- Iris illyrica
- Iris imbricata
- Iris innominata
- Iris ivanovae
- Iris japonica
- Iris jordana
- Iris junonia
- Iris kaempferi
- Iris kashmiriana
- Iris klattii
- Iris kolpakowskiana
- Iris koreana
- Iris korolkowii
- Iris kuschakewiczii
- Iris lactea
- Iris lacustris
- Iris laevigata
- Iris landsdaleana
- Iris latifolia
- Iris lazica
- Iris lineata
- Iris longipetala
- Iris lortetii
- Iris lutescens
- Iris macrosiphon
- Iris magnifica
- Iris mariae
- Iris marsica
- Iris meda
- Iris milesii
- Iris missouriensis
- Iris munzii
- Iris musulmanica
- Iris nazarena
- Iris nelsonii
- Iris nertschinskia
- Iris nigricans
- Iris ochroleuca
- Iris odaesanensis
- Iris orientalis
- Iris orjenii
- Iris pallida
- Iris paradoxa
- Iris perrieri
- Iris petrana
- Iris potaninii
- Iris prismatica
- Iris pseudacorus
- Iris pumila
- Iris purdyi
- Iris reginae
- Iris reichenbachii
- Iris reticulata
- Iris robusta
- Iris rubescens
- Iris ruthenica
- Iris sabina
- Iris samariae
- Iris sanguinea
- Iris scariosa
- Iris schachtii
- Iris setosa
- Iris sibirica
- Iris sintenisii
- Iris speculatrix
- Iris spuria
- Iris stenophylla
- Iris stolonifera
- Iris suaveolens
- Iris subbiflora
- Iris tectorum
- Iris tenax
- Iris tenuis
- Iris tenuissima
- Iris tigridia
- Iris timofejewii
- Iris tolmieana
- Iris tridentata
- Iris unguicularis
- Iris variegata
- Iris verna
- Iris versicolor
- Iris vicaria
- Iris violacea
- Iris virginica
- Iris wattii
- Iris wilsonii
- Iris xiphium